# Ermida de Nossa Senhora do Monte do Carmo
A Ermida de Nossa Senhora do Monte do Carmo é uma ermida açoriana localizada na freguesia de Fenais da Luz, concelho de Ponta Delgada, na ilha de São Miguel.
A fundação e a construção desta ermida são devidas ao proprietário micaelense Senhor Albano Machado Ferreira e sua esposa, que a levantaram em cumprimento de um voto. Fica situada na Rua dos Montes, da freguesia dos Fenais da Luz, tendo a sua construção sido requerida no ano de 1936, ao prelado diocesano de Angra do Heroísmo.
Demorou a autorização para o seu levantamento porquanto só em 1943 foi o respectivo breve passado em Roma.
As obras começaram no dia 27 de Abril de 1944, dia em que a primeira pedra foi solenemente colocada com a presença e a bênção do bispo de Angra do Heroísmo, D. Guilherme Augusto da Cunha Guimarães.
Sob projecto do engenheiro civil Luís Gomes, as obras decorreram sob a direcção deste técnico, tendo ficado praticamente concluídas nos últimos dias do referido ano de 1944.
No dia 19 de Fevereiro de 1945 era então este templo solenemente benzido por aquele prelado, cerimónia muito concorrida a que se seguiram missa cantada e crismas de um quinto neto e de uma sexta neta dos antigos donos da propriedade.
De estilo atraente, com lavouras de basalto, esta ermida possui no seu interior um artístico retábulo em cujo nicho principal se encontra uma moderna imagem de Nossa Senhora do Monte do Carmo, com seu Menino, ambos com suas coroas de ouro. Digno também de admirar-se é um valioso e muito antigo crucifixo de marfim e ouro.